# Spelter (Virginia Occidental)
Spelter es un lugar designado por el censo ubicado en el condado de Harrison en el estado estadounidense de Virginia Occidental. En el Censo de 2010 tenía una población de 346 habitantes y una densidad poblacional de 269,88 personas por km².

## Geografía
Spelter se encuentra ubicado en las coordenadas 39°20′35″N 80°18′59″O / 39.34306, -80.31639. Según la Oficina del Censo de los Estados Unidos, Spelter tiene una superficie total de 1.28 km², de la cual 1.28 km² corresponden a tierra firme y (0%) 0 km² es agua.

## Demografía
Según el censo de 2010, había 346 personas residiendo en Spelter. La densidad de población era de 269,88 hab./km². De los 346 habitantes, Spelter estaba compuesto por el 99.13% blancos, el 0.29% eran afroamericanos, el 0% eran amerindios, el 0.29% eran asiáticos, el 0% eran isleños del Pacífico, el 0% eran de otras razas y el 0.29% pertenecían a dos o más razas. Del total de la población el 3.47% eran hispanos o latinos de cualquier raza.